# Utumpaiats
Utumpaiats (U-tum'-pai-ats, = 'people of arrowhead lands' ), jedna od bandi Pajuta koji su nekada živjeli na ili blizu doline Moapa u jugoistočnoj Nevadi blizu Glendalea. Populacija im je iznosila 46 (1873). Spominje ih Powell 1873 (u Ind. Aff. Rep. (50, 1874)